# Serrat d'en Vaquer
Le serrat d'en Vaquer est une colline située dans le sud-ouest du territoire de la commune de Perpignan, dans le département français des Pyrénées-Orientales.
Surplombant toute la plaine du Roussillon à 100 m d'altitude, il a été choisi au XIXe siècle pour l'érection d'un fort de défense contre l'Espagne. Les travaux de construction ont mis au jour un important gisement paléontologique du Pliocène. Le site du fort est désormais un parc de promenade public.